# 横寨乡
横寨乡，是中华人民共和国江西省赣州市南康区下辖的一个乡镇级行政单位。

## 行政区划
横寨乡下辖以下地区：
黄田村、三塘村、寨里村、草丘村、小河村、长塘村、埜塘村和寨坑村。